# Palais Rihour

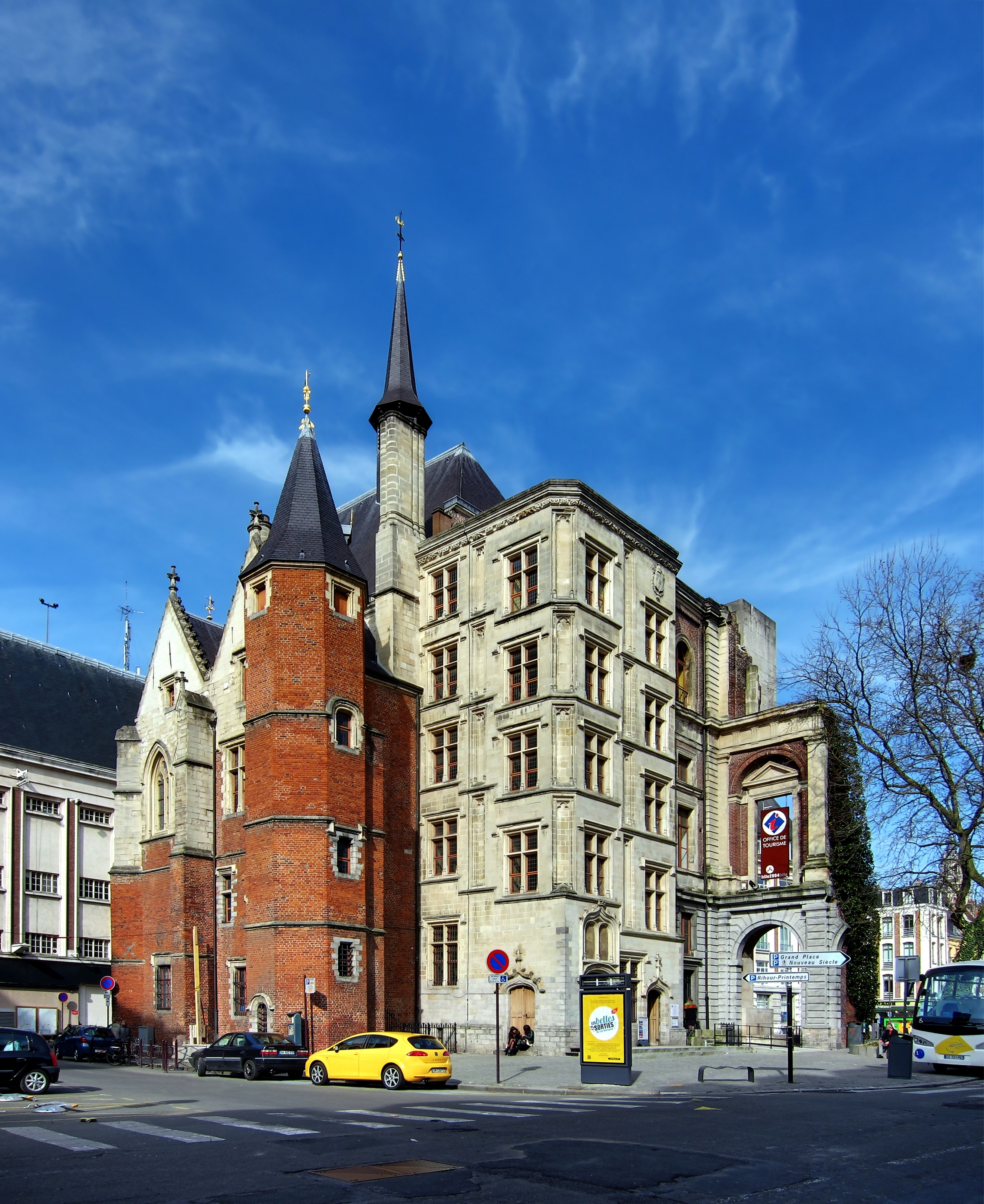
Palais Rihour

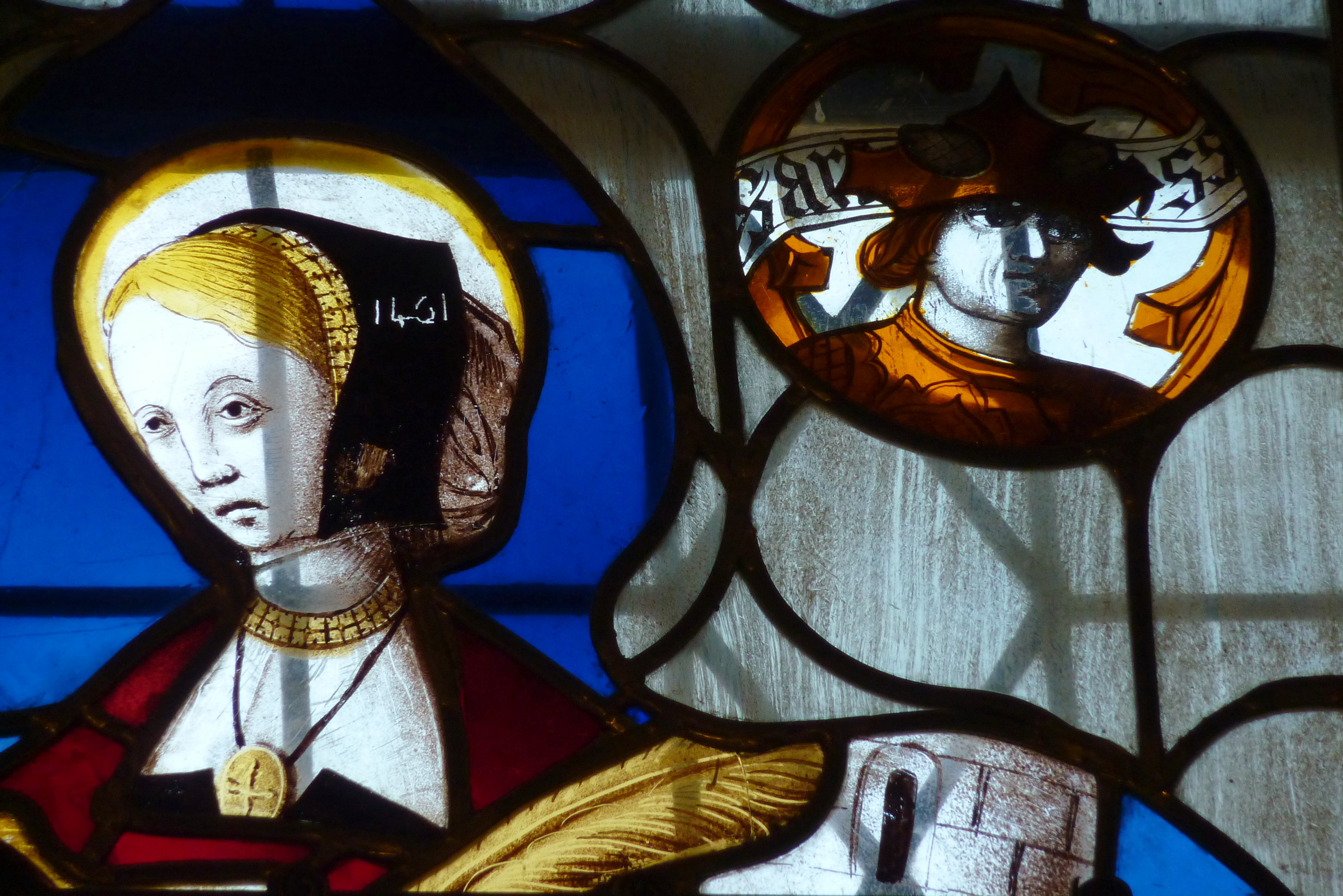
Bleiglasfenster in der Sakristei

Das Palais Rihour an der Place Rihour in Lille, im Département Nord in der französischen Region Hauts-de-France, wurde im 15. Jahrhundert als Residenz der burgundischen Herzöge errichtet. Von der Mitte des 17. Jahrhunderts bis ins frühe 20. Jahrhundert diente das Gebäude als Rathaus. Durch mehrere Brände wurden große Teile des Palastes zerstört. Heute sind noch die Salle des Gardes, die Kapelle und die Ehrentreppe erhalten. In der Sakristei, die wie die Kapelle trotz der Brände erhalten geblieben ist, befinden sich Bleiglasfenster mit Fragmenten aus dem 15. und 16. Jahrhundert. Bereits im Jahr 1875 wurde das Palais Rihour als Monument historique in die Liste der Baudenkmäler (Base Mérimée) in Frankreich aufgenommen.

## Geschichte
Nachdem im Jahr 1451 das Palais de la Salle, der alte Palast der Grafen von Flandern, zum großen Teil durch einen Brand zerstört worden war, erwarb der burgundische Herzog Philipp der Gute 1453 ein inmitten der Arme der Deûle gelegenes Grundstück, in der Nähe der heutigen Grand’Place in Lille, um dort seine neue Residenz zu errichten.
Im Jahr 1664 wurde das Gebäude verkauft und das Rathaus in den einstigen Herzogspalast verlegt, in dessen Nordflügel die Ratsherren tagten. Als dieser im Jahr 1700 durch einen Brand zerstört wurde, baute man die Kapelle zum Sitzungssaal um. 1756 richtete ein weiterer Brand großen Schaden vor allem am Westflügel an.
Im Jahr 1847 wurde der Architekt Charles-César Benvignat mit dem Neubau des Rathauses beauftragt. Er ließ mit Ausnahme der Kapelle, des Treppenturms und der Ehrentreppe sämtliche alten Bauten abreißen. Ein Brand im Jahr 1916 zerstörte auch diesen Rathausneubau. Nach dem Ersten Weltkrieg wurde das heutige Rathaus an der Place Roger Salengro neu errichtet. Im Erdgeschoss des Palais Rihour ist heute die Touristeninformation (Office de Tourisme) untergebracht.

## Architektur

### Salle des Gardes

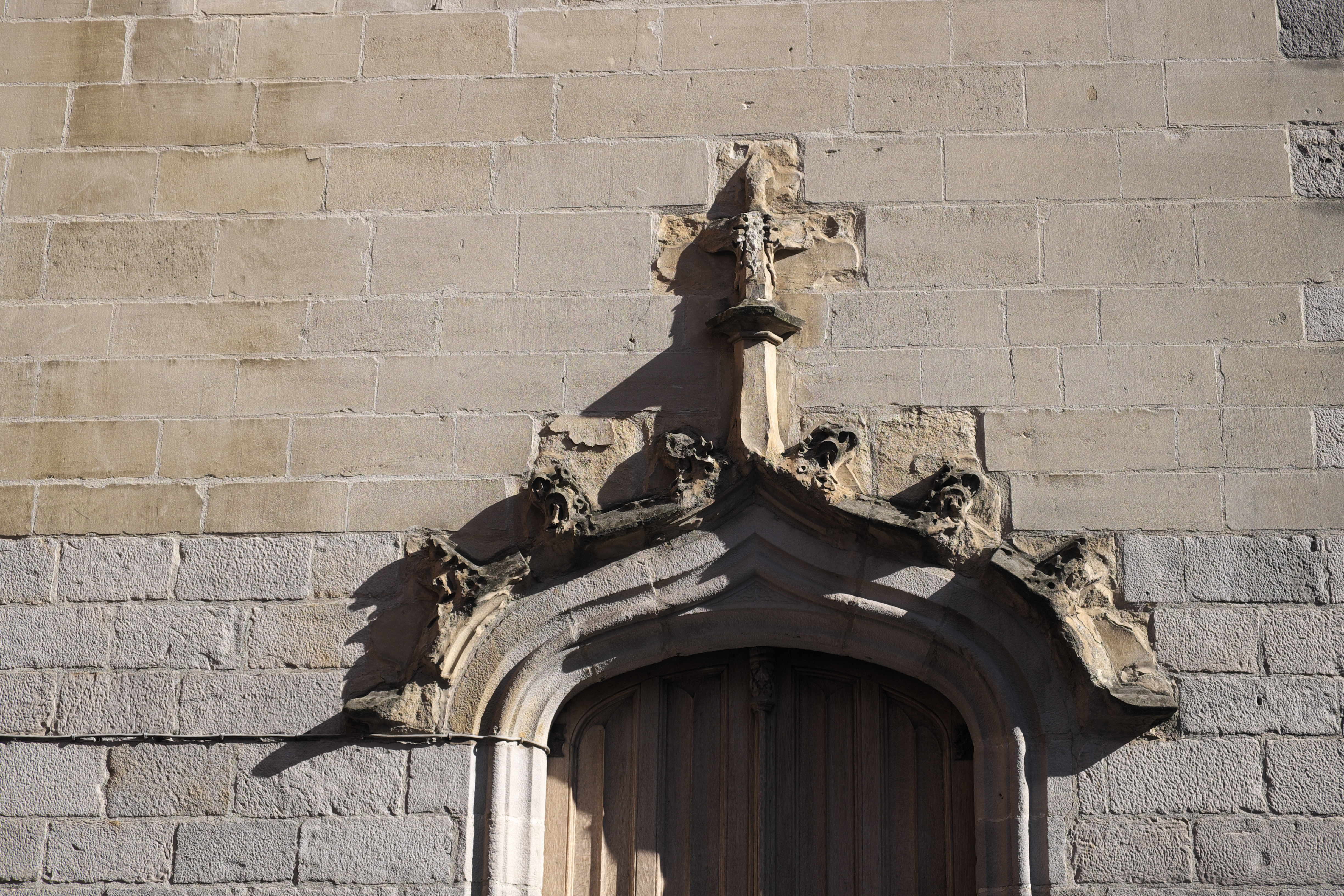
Gotische Türumrahmung

Der Raum wird durch drei achteckige Pfeiler aus Granit unterteilt und von einem Kreuzrippengewölbe gedeckt.

### Ehrentreppe
Die bald nach 1453 errichtete Ehrentreppe erstreckt sich auf rechteckigem Grundriss mit geradlinigen Stufenfluchten und Podesten über fünf Etagen. Jede Etage wird durch große Fenster beleuchtet. Diese sind in Nischen eingeschnitten, in denen sich gegenüberliegende steinerne Sitzbänke angebracht sind. Das Kreuzrippengewölbe des Treppenhauses wird von skulptierten Konsolen aufgefangen.

### Kapelle

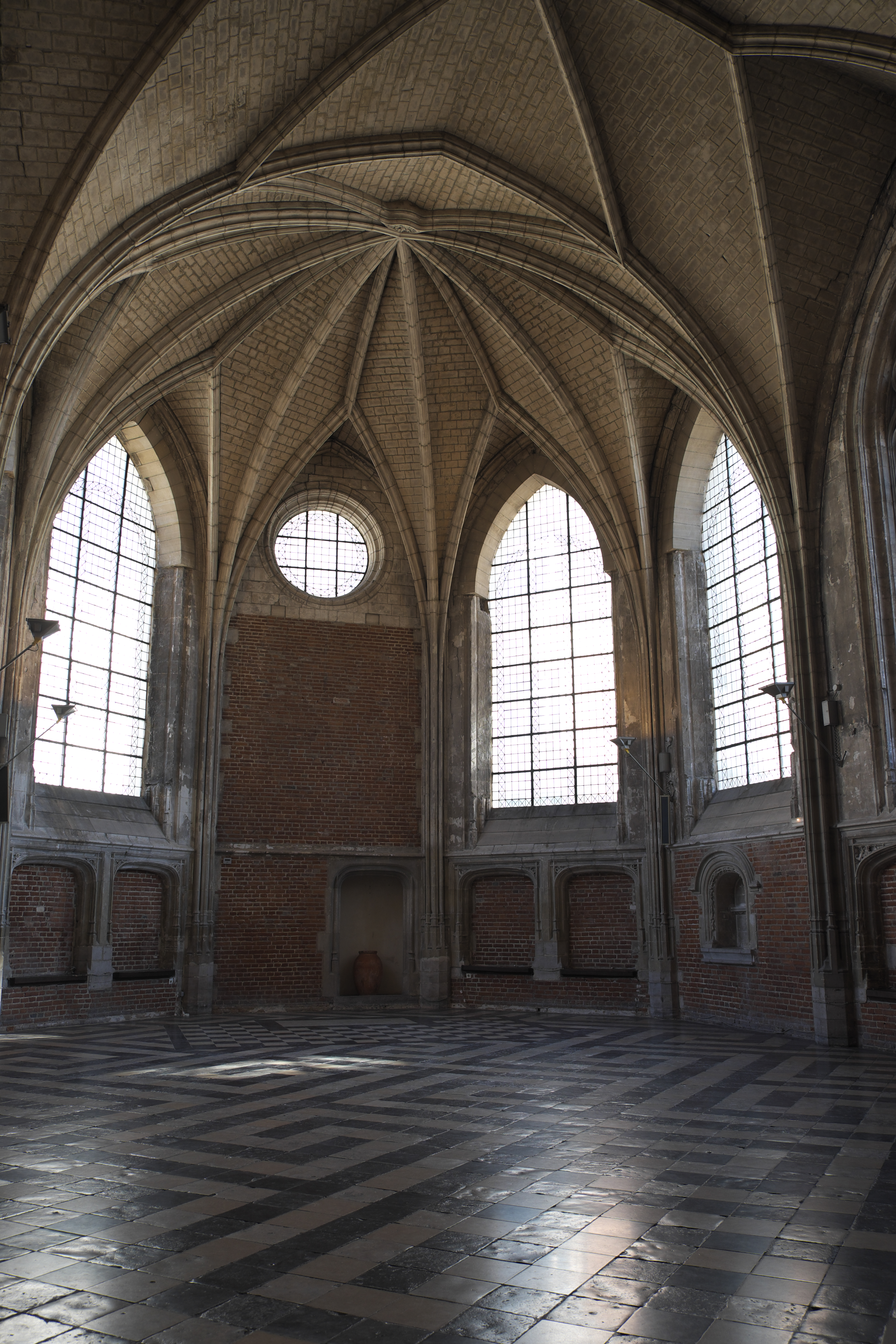
Kapelle

Die Kapelle liegt über der Salle des Gardes. Sie hat eine Länge von 18 Metern und eine Breite von zehn Metern. Das einschiffige Langhaus ist in zwei Joche unterteilt und mündet in einen fünfseitig geschlossenen Chor. In die Wand sind 14 von Korbbögen überspannte Nischen eingeschnitten. Die Bogenzwickel sind mit den Emblemen der Herzöge von Burgund verziert (Kronen, ineinanderverschlungene „I“ für Isabel von Portugal, die dritte Gemahlin Philipps des Guten, und Spruchbänder).

## Bleiglasfenster
Das Wurzel-Jesse-Fenster stammt aus der Kirche Saint-Pierre in La Couture im Département Pas-de-Calais. Es wurde aus Bruchstücken des 15. und 16. Jahrhunderts zusammengesetzt und im 19. und 20. Jahrhundert ergänzt. Durch die Attribute und Inschriften sind die meisten der Könige eindeutig zu erkennen, z. B. König David, König Ozias, König Josaphat, König Salomon. Die Anordnung der Könige wurde bei den Restaurierungen verändert.

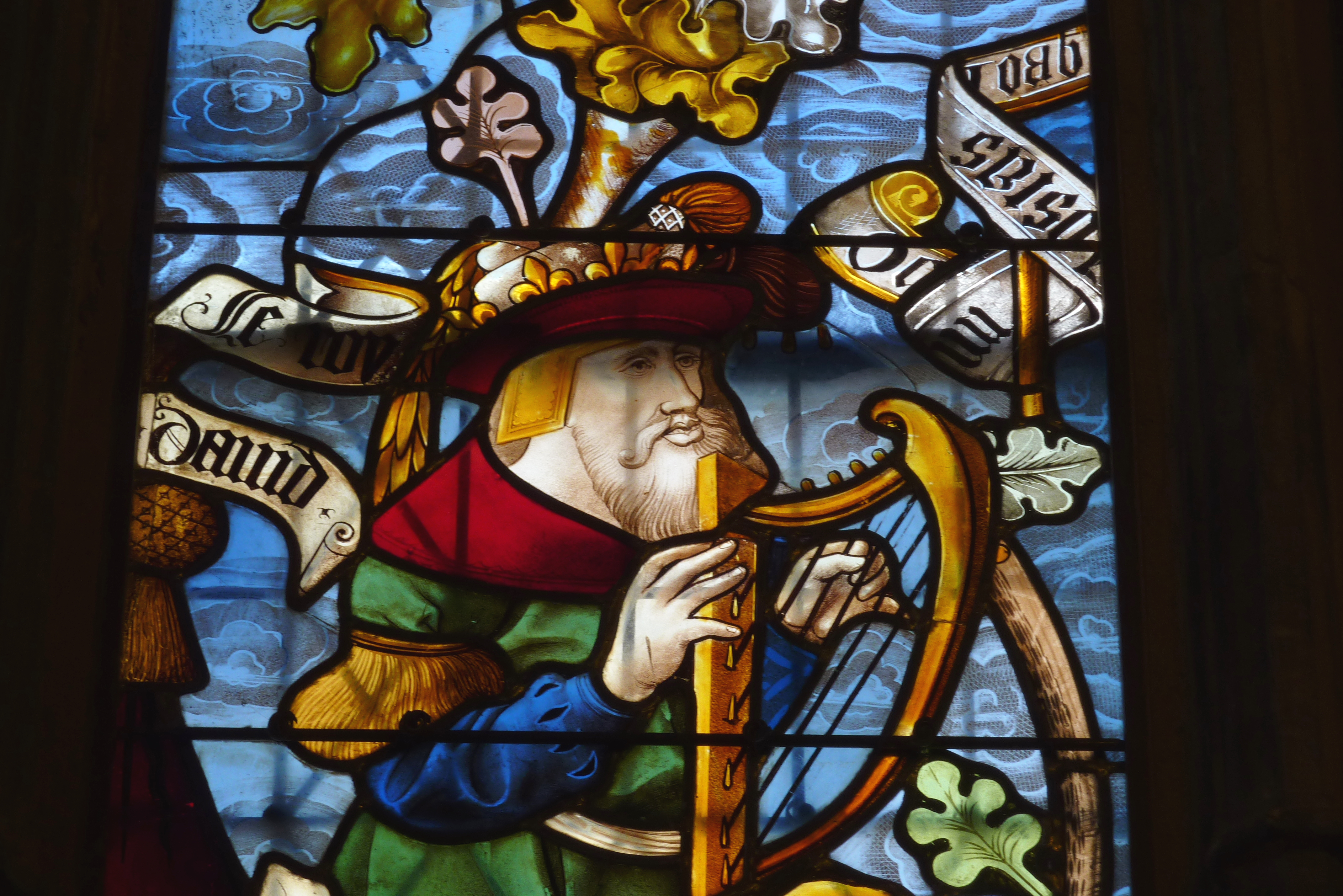
König David
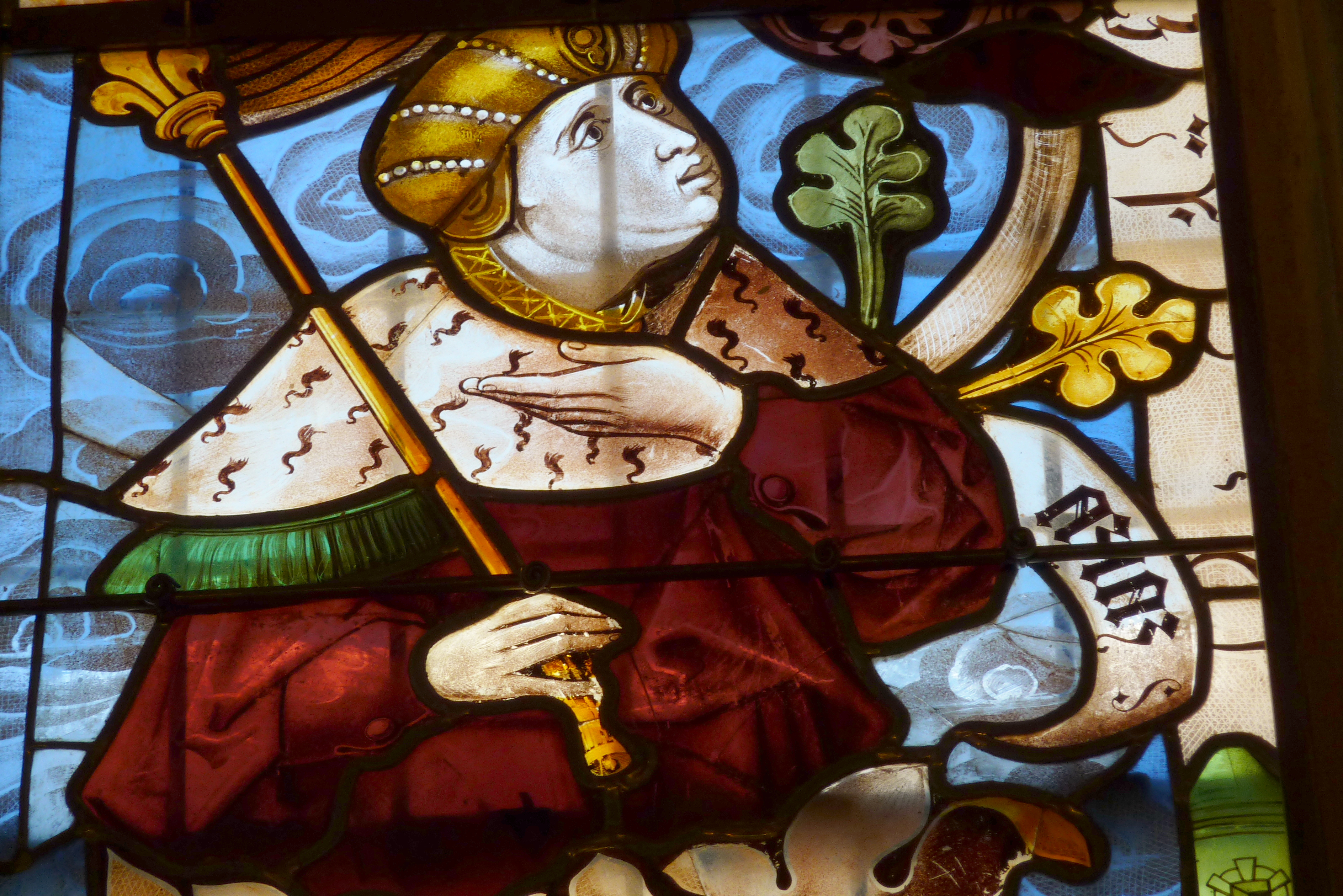
König Ozias
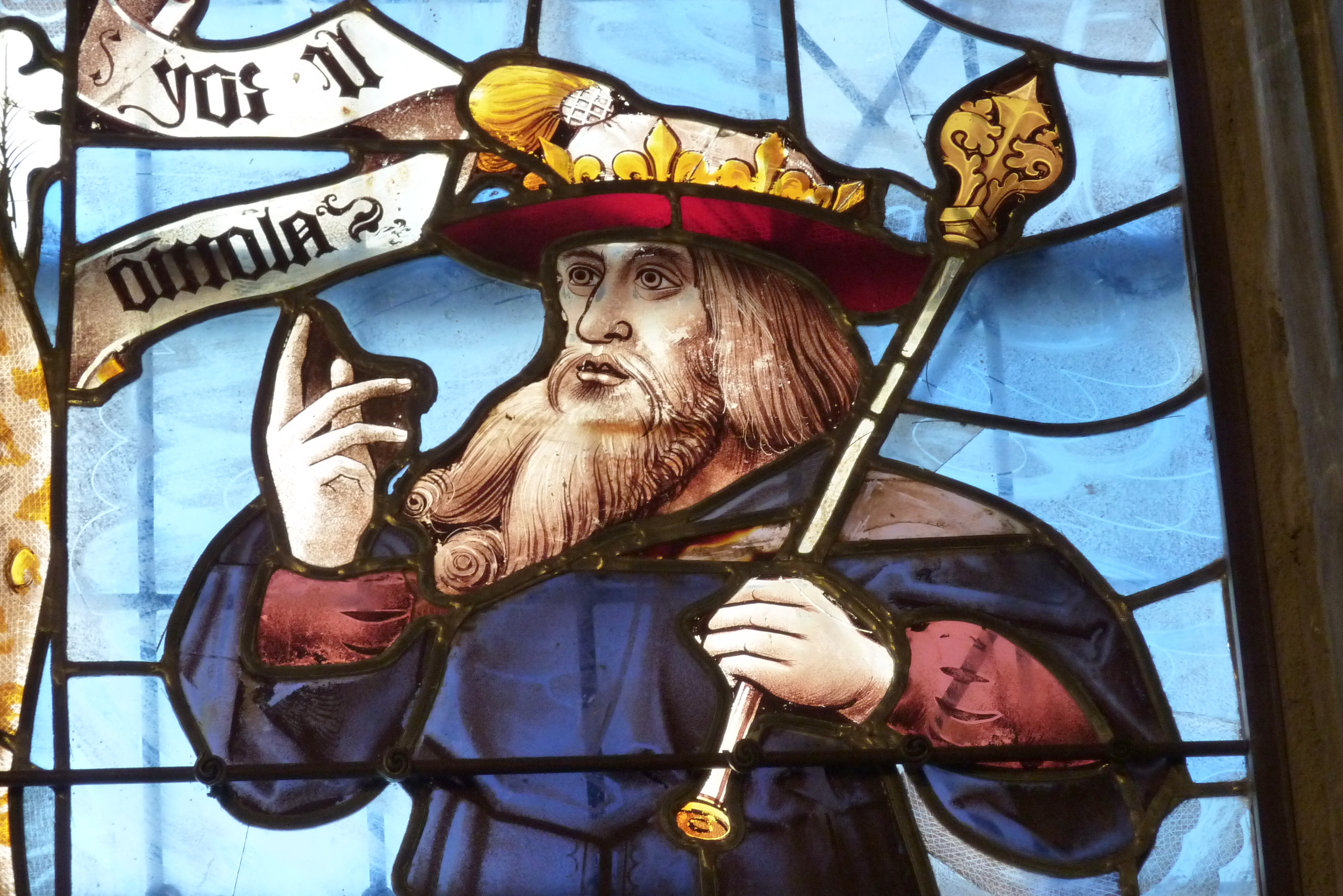
König Salomon

Auf einem Fenster sind die Heiligen Margareta von Antiochia, Katharina von Alexandrien, Cäcilia von Rom und auf zwei Scheiben die heilige Barbara von Nikomedien mit ihren Attributen, dem Turm und einem Buch, dargestellt. Das Fenster stammt ebenfalls aus der Kirche Saint-Pierre in La Couture. 1862 wurden die Scheiben von der Glasmalerei Charles Lévêque in Beauvais restauriert. Die Arbeiten wurden von Charles Gaudelet fortgeführt. Auf dem Schwert der heiligen Katharina ist die Signatur „Ch. Gaudelet“ und die Jahreszahl 1868 zu erkennen.
Auf einem weiteren Fenster sind ein Mönch und ein Bischof dargestellt, der sein abgeschlagenes Haupt in Händen hält.

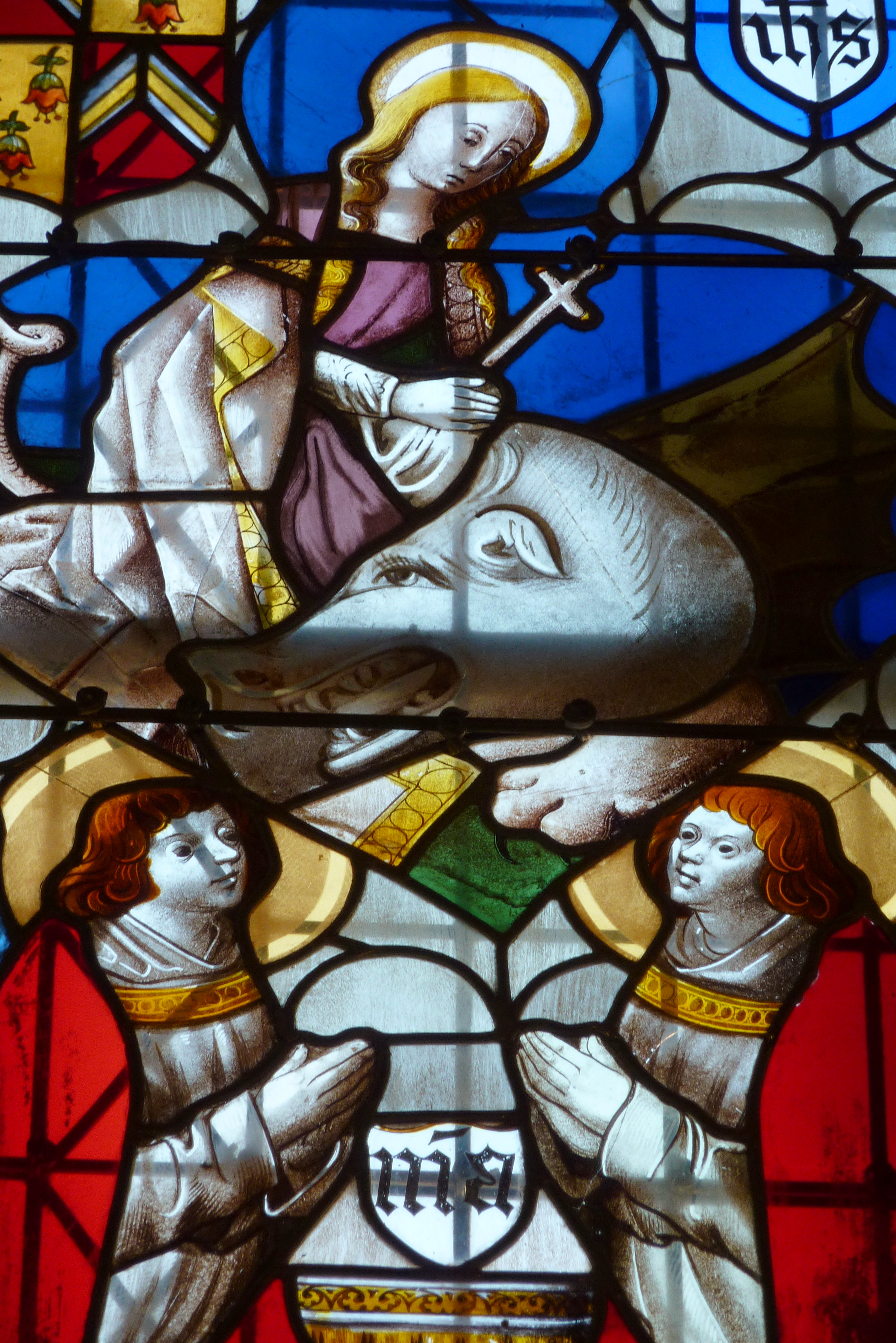
Margareta von Antiochia
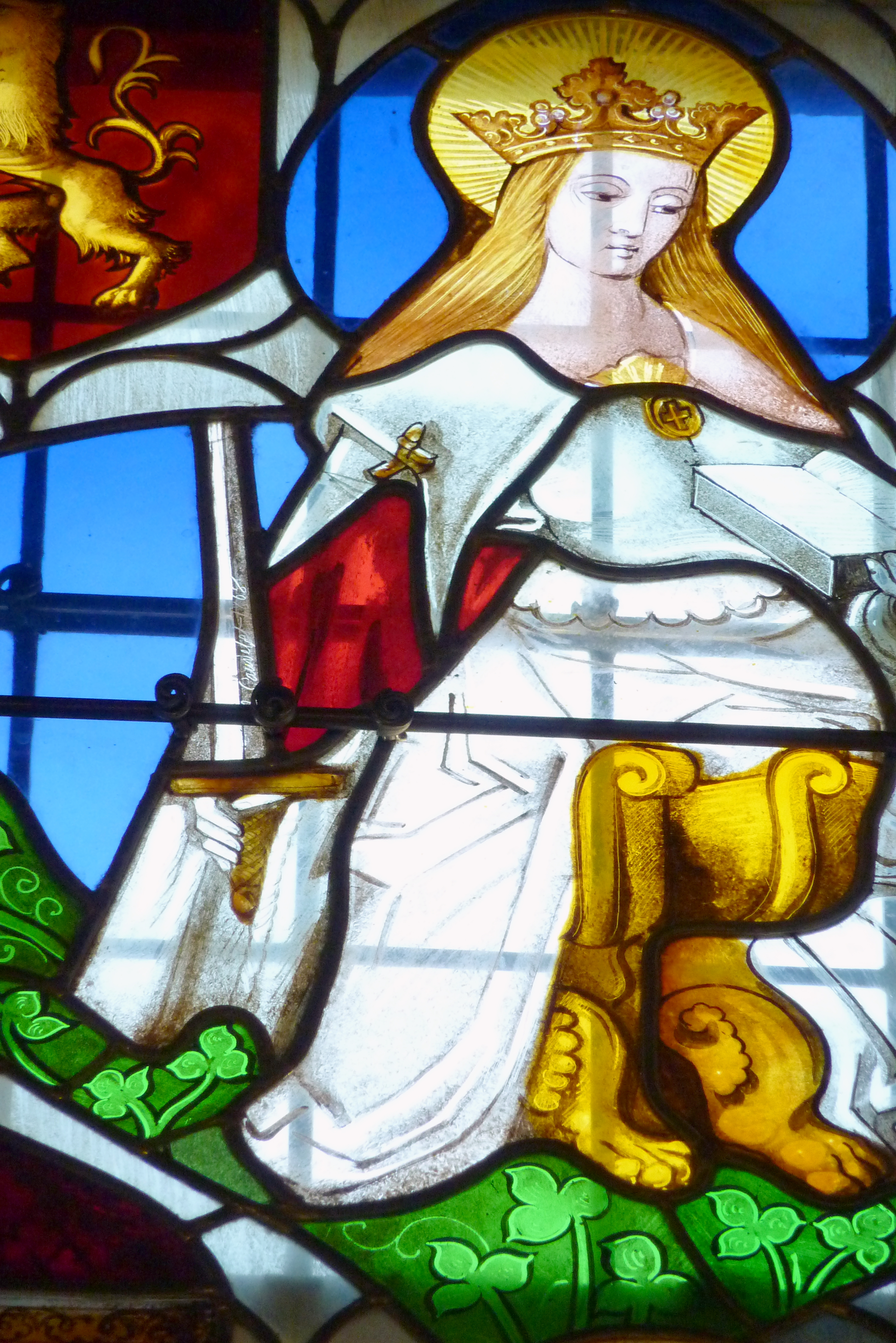
Katharina von Alexandrien
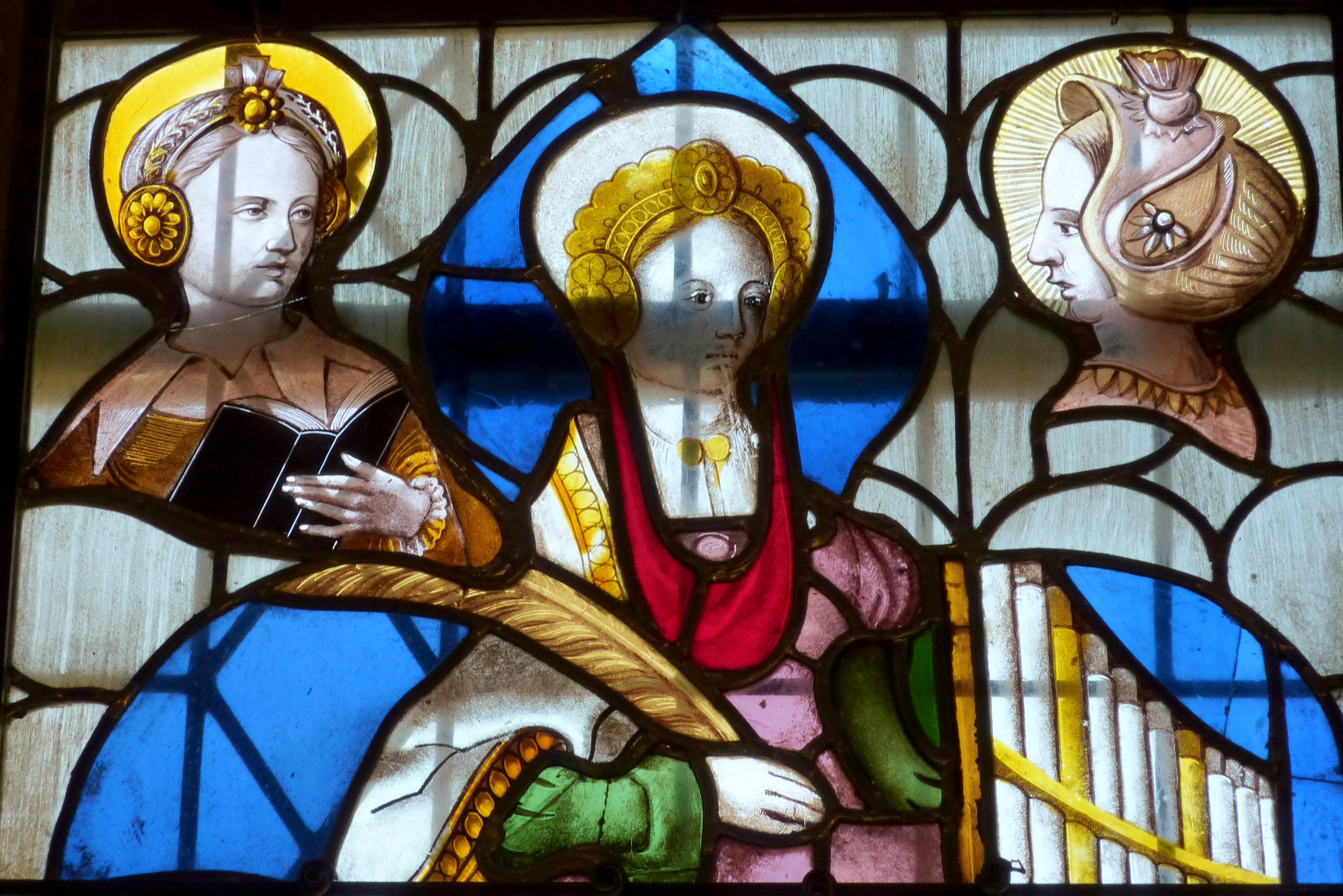
Cäcilia von Rom
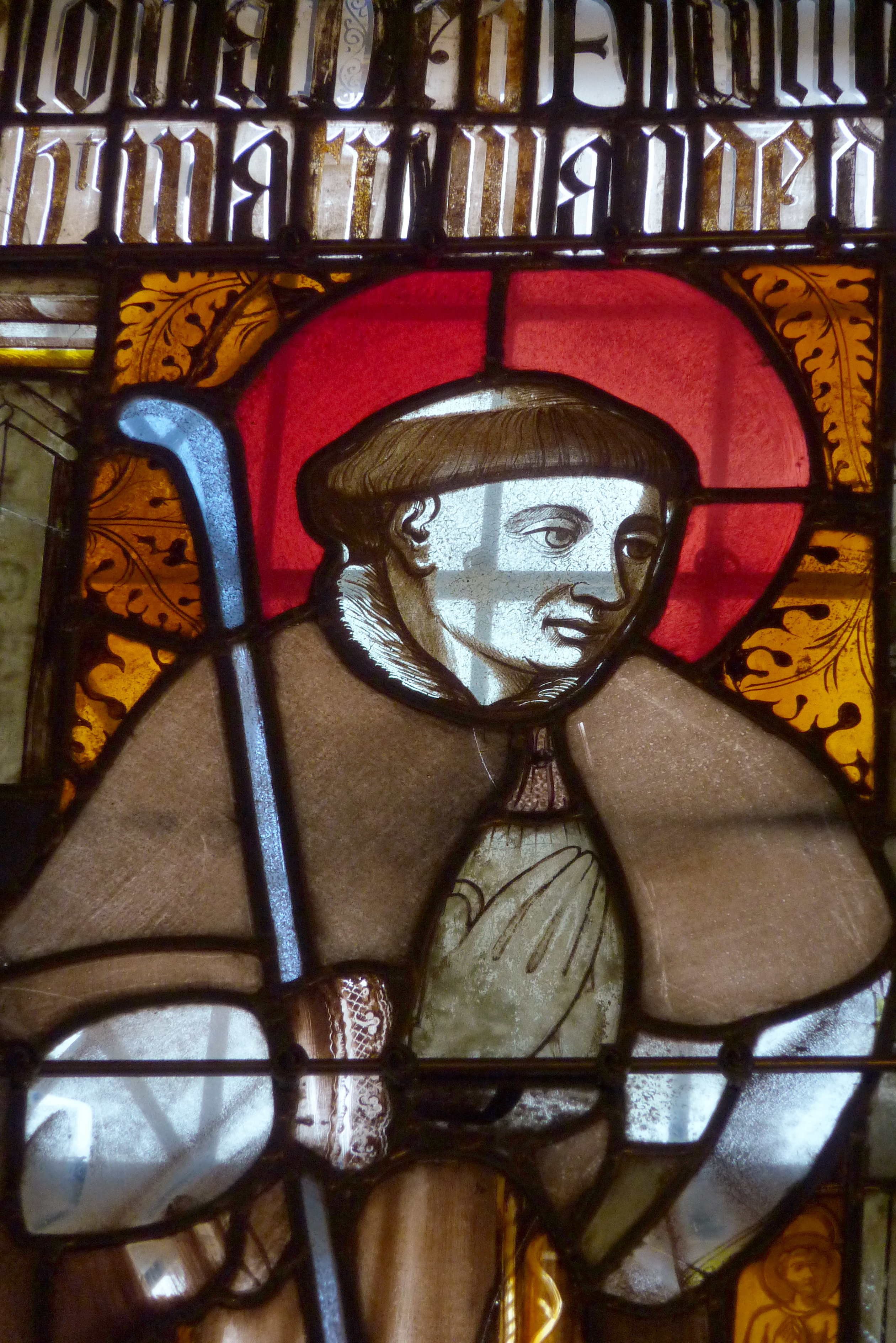
Mönch
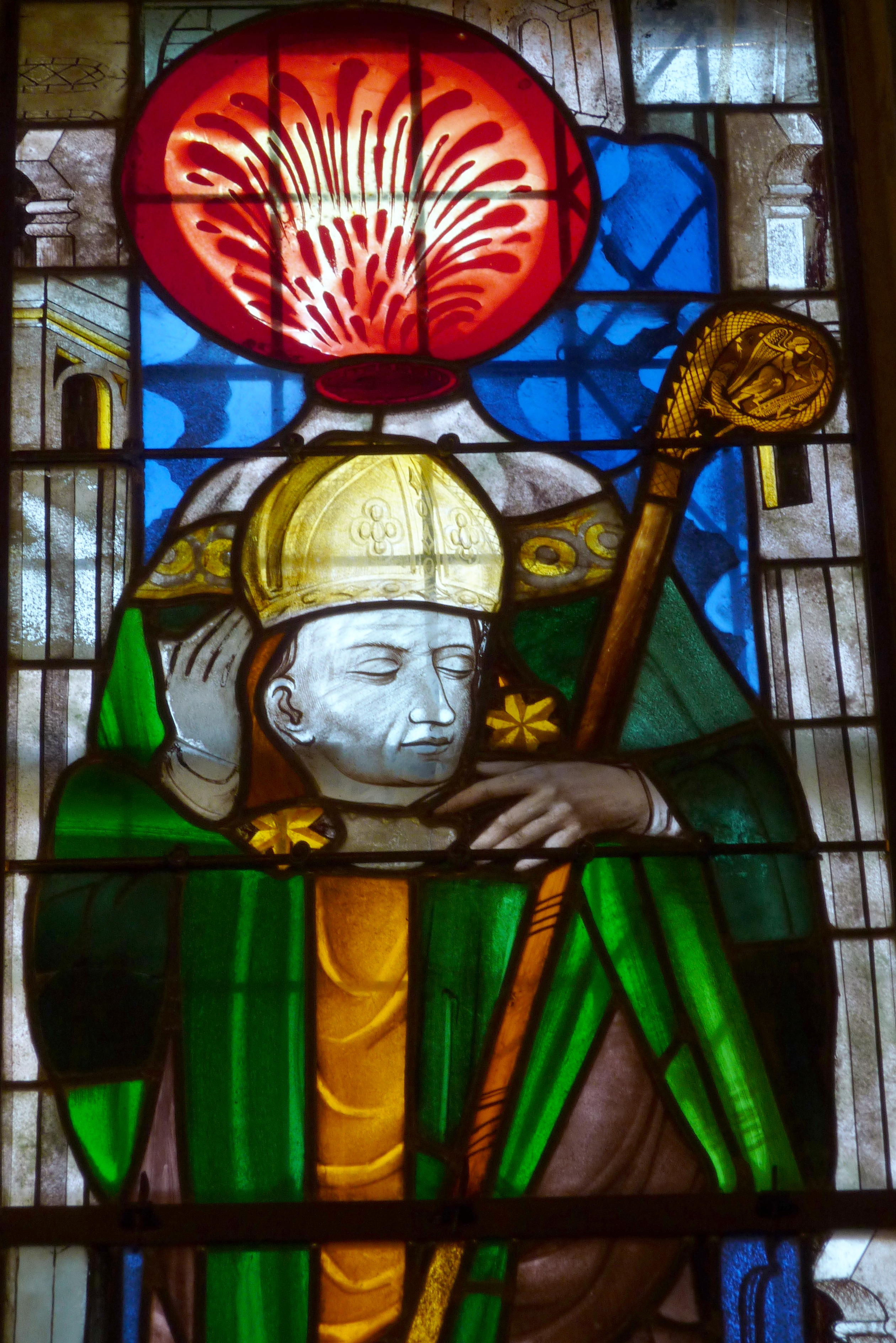
Bischof